# Lampyris zenkeri
Lampyris zenkeri is een keversoort uit de familie glimwormen (Lampyridae). De wetenschappelijke naam van de soort is voor het eerst geldig gepubliceerd in 1817 door Germar.